# Günter Rössler

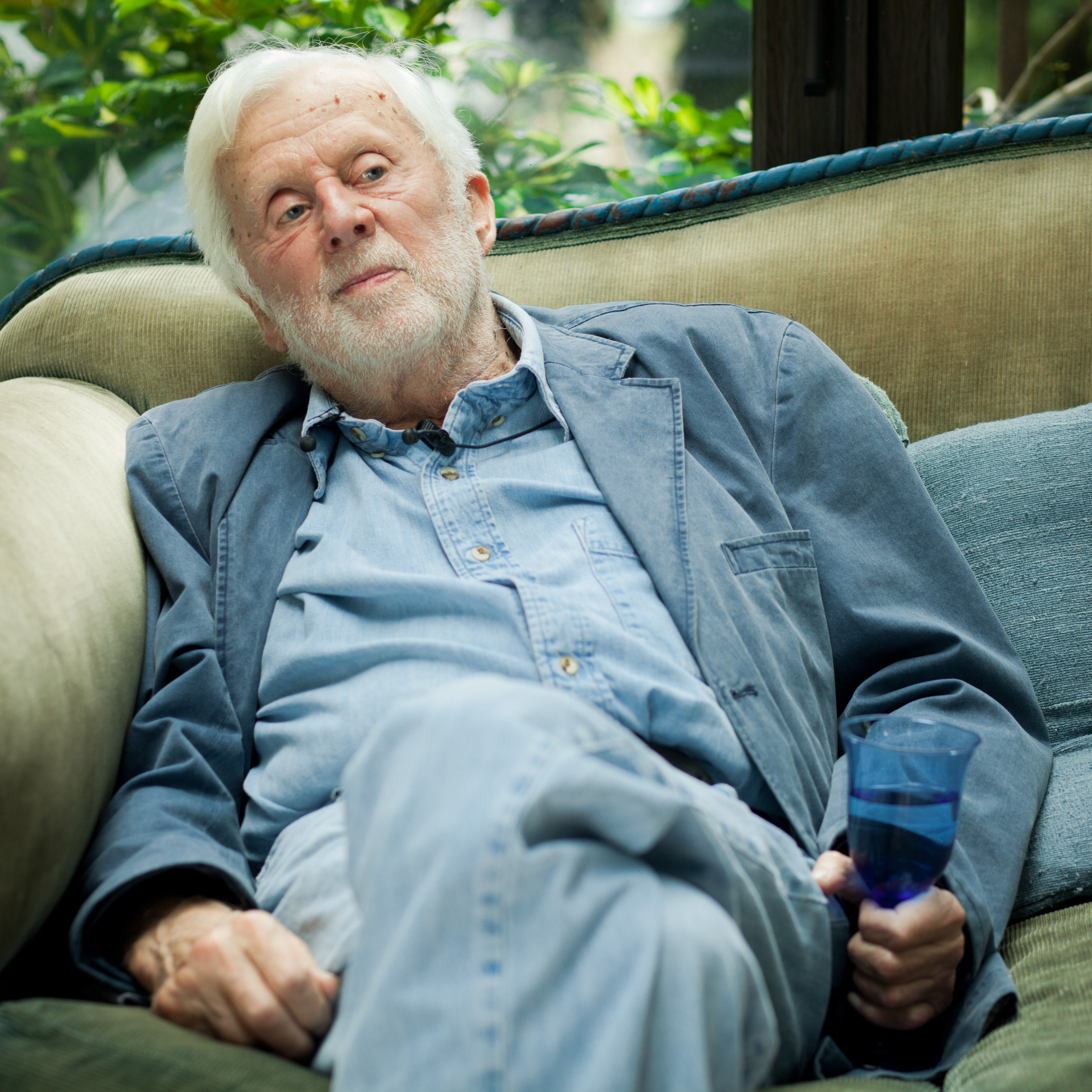
Günter Rössler (2009)

Günter Rössler (* 6. Januar 1926 in Leipzig; † 31. Dezember 2012 ebenda) war ein deutscher Fotograf, der sich insbesondere auf dem Gebiet der künstlerischen Aktfotografie einen Namen machte.

## Leben
Rössler machte schon als Achtjähriger seine ersten Fotografien. Nach dem Schulabschluss wurde er 1944 zum Reichsarbeitsdienst eingezogen. Nach dem Ende des NS-Staats arbeitete er 1946 in Bad Nauheim als Fotolaborant und begann in Leipzig eine Fotografenlehre. Von 1947 bis 1950 studierte er an der Hochschule für Grafik und Buchkunst Leipzig. 1950 arbeitete er als Fotograf im Verkehrs- und Werbebüro Halle (Saale). Ab 1951 war er in Markkleeberg freiberuflich als Mode-, Reportage- und Werbefotograf tätig. In den 1960er Jahren widmete er sich der Aktfotografie und war damit einer der Pioniere dieses Genres in der DDR.
Von 1954 bis 1990 arbeitete er überwiegend für DDR-Modemagazine wie Modische Maschen (ab 1967 Fotos und grafische Gestaltung) und Sibylle (ab 1962) sowie die Monatszeitschrift Das Magazin und in Fotozeitschriften wie Fotografie und Fotokino-Magazin. Werbefotos machte er für die DDR Pelzindustrie Interpelz, Fachzeitschrift Putz und Pelz, später Brühl.
Er war 1979 Mitinitiator des ersten Akt-Pleinairs in Höfgen (Grimma). Seine erste Aktausstellung – 1979 im Kunsthaus Grimma – erregte in der DDR Aufsehen. Auch seine folgenden Ausstellungen waren Publikumsmagneten. Da seine Fotos als „nicht anstößig“ galten, wurden die Ausstellungen auch von Schulklassen besucht. Schlichtheit und Abstraktion auf Schwarz-Weiß lassen seine Fotos fast skulpturhaft erscheinen; die große Natürlichkeit seiner Modelle gehörte zum Konzept seiner Aktfotografie.
1981 wurde Rössler in den Verband Bildender Künstler der DDR aufgenommen. 1996 wurde er in die Deutsche Gesellschaft für Photographie berufen.
1984 druckte der Playboy unter dem Titel Mädchen der DDR einen zehnseitigen Beitrag mit Fotos von Günter Rössler. Die Reportage wurde vom Playboy mit 10.000 DM honoriert, von denen er, wie es in der DDR üblich war, nur 15 % erhielt.
Neben Günter Rinnhofer war er einer der wenigen Fotografen, die jahrzehntelang fast jeden Monat mit Fotos in den Zeitschriften Fotokino-Magazin und Fotografie vertreten waren. Er arbeitete überwiegend in Schwarz-Weiß und nur analog.
Ein Interview und Fotos erschienen 2011 in der Zeitschrift Das Magazin.
Rössler war zweimal verheiratet. Seine erste Frau Ruth starb 1991 an Krebs. In zweiter Ehe heiratete er sein ehemaliges Modell Kirsten Schlegel. Die beiden hatten sich kennengelernt, als Schlegel 14 Jahre alt war. Sie arbeitete für ihn erst als Modell für Modeaufnahmen und anschließend als Assistentin. Zusammen hatten sie eine Tochter (* 2003).
Seine sterblichen Überreste wurden am 11. Januar 2013 auf dem Markkleeberger Auenfriedhof in einer Urne beigesetzt.

## Ausstellungen
- es geschah in den Augen, September 2006 bis Januar 2007 im Stadtgeschichtlichen Museum Leipzig
- Reportage Mode Akt, Dezember 2007 bis Februar 2008 im Schleswig-Holstein-Haus Schwerin
- nackt und natürlich, Oktober 2008 bis Januar 2009 Pommersches Landesmuseum, Greifswald[7]
- Ausstellung Kunstverein Imago, Juli 2012, Bissendorf[8]
- Reportage – Mode – Akt, Juli bis September 2012, Kunsthalle Vogtland, Reichenbach[9]
- Die Genialität des Augenblicks., Mai 2015 bis Februar 2016 im Schloss Lichtenwalde, Lichtenwalde (Niederwiesa)[10]
- AugenBlicke. 2020 bis August 2021 in der Kunsthalle Kunstverein „Talstrasse“ Halle (Saale)

## Publikationen
- Axel Bertram (Hrsg.): Aktfotografie. Greifenverlag, Rudolstadt 1992, ISBN 3-7352-0291-8.
- Akt. Edition Braus, Heidelberg 1998, ISBN 3-8295-6810-X.
- Sequenzen. Umschau Buchverlag, Frankfurt/Main 2002, ISBN 3-8295-6602-6.
- Mein Leben in vielen Akten. Verlag Das Neue Berlin, 2005, ISBN 3-360-01275-5.
- Aktfotografie 1953-2010. Verlag Das Neue Berlin, 2010, ISBN 978-3-360-02102-1.
- Starke Frauen im Osten. Fotografien 1964 bis 2009. Jaron Verlag, 2012, ISBN 978-3-89773-703-7
- Starke Frauen im Osten. Fotografien 1964 bis 2009. Limitierte Vorzugsausgabe, Leinenband mit Deckelschild und signiertem und nummeriertem Handabzug des Titelmotivs dieser Ausgabe. Jaron Verlag, Berlin 2012, ISBN 978-3-89773-705-1.

## Dokumentarfilm
- Werkstatt Zukunft II (DDR 1976, Regie: Joachim Hellwig)
- Fred R. Willitzkat: Die Genialität des Augenblicks – Der Fotograf Günter Rössler. Deutschland 2012, 97 min.[12]